# Facundo Callejo
Facundo Julián Calleja (Tandil, 2 luglio 1992) è un calciatore argentino, attaccante del Cusco.

## Caratteristiche tecniche
È un centravanti.